# مكتبة راغب باشا

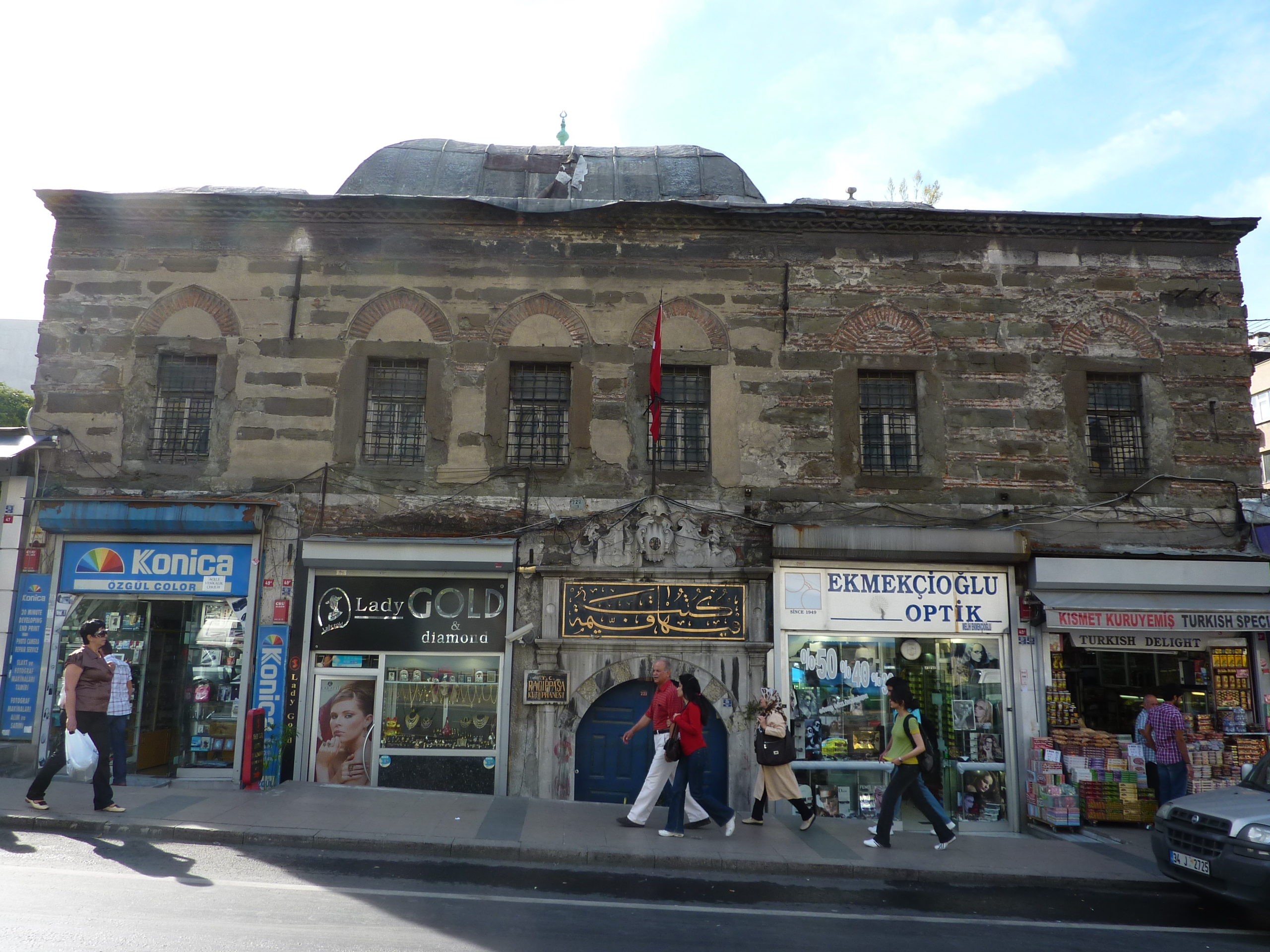
مكتبة راغب باشا. كتب فوق الباب.

مكتبة راغب باشا (بالتركية: Ragıp Paşa Kütüphanesi)‏ هي مكتبة تقع في إسطنبول.
أسسه راغب باشا سنة 1762م. تتميز المكتبة بطراز معماري فريد وقاعتها الرئيسية مكساة بكاشي فرفوري مزركش.
تحوي المكتبة على أكثر من 6,000 كتاب، وتفتح أبوابها من الساعة التاسعة صباحا حتى الساعة الخامسة مساء.